# Aage Gitz-Johansen
Aage Rudolph Hans Gitz-Johansen (geb. Johansen; * 20. August 1897 in Odense; † 1. Juli 1977 auf Christiansø) war ein dänischer Maler und Illustrator, der vor allem für seinen Bezug zu Grönland bekannt ist, wodurch er den Spitznamen Qalipaasorsuaq („Der große Maler“) erhielt.

## Leben
Aage Gitz-Johansen war der Sohn des Elektroinstallateurs Jeppe Søren Johansen († 1952) und seiner Frau Amalie Gitz († 1936). Er fügte später den Nachnamen seiner Mutter seinem eigenen Nachnamen hinzu. Aage Gitz-Johansen besuchte die Kathedralschule in Odense und wurde 1916 Student, woraufhin er ein fünfjähriges Zoologiestudium an der Universität Kopenhagen begann, das er aber nicht abschloss. Danach begann er 1921 als Lehrer zu arbeiten. Er heiratete 1925 in erster Ehe Helga Victoria Bjødstrup-Sørensen (1903–1994), die später als Ehefrau des Handelschefs in Grönland Ove Henri Bruun de Neergaard (1907–1962) als Künstlerin bekannt wurde. Die Ehe wurde später geschieden.
Er begann sich für Kunst zu interessieren und stellte erstmals 1927 Werke aus, bevor er von 1928 bis 1929 die Grafische Schule an der Kunstakademie besuchte. Anschließend reiste er nach Russland, Lettland, Norwegen und Lappland, um sich künstlerisch inspirieren zu lassen. 1931 gab er seine Lehrertätigkeit auf und widmete sich vollends der Kunst. 1933 besuchte Knud Rasmussen sein Atelier und überredete ihn begeistert, Grönland zu bereisen. Obwohl Knud Rasmussen noch im selben Jahr verstarb, reiste Aage Gitz-Johansen noch 1933 erstmals nach Grönland, wohin er bis 1948 immer wieder zurückkehren sollte. Er war dabei sogar Teilnehmer bei der Dänischen Nordostgrönland-Expedition 1938–1939. In Maniitsoq lernte er seine zweite Frau kennen, die Lehrerin Vibeke Lindhard (1910–2005), Tochter des Agronoms Erik Lindhard (1873–1928) und seiner Frau Agnes Kirstine Nielsen, die er am 22. August 1934 in Kopenhagen heiratete. Anschließend reisten sie gemeinsam nach Tasiilaq.
Gemeinsam mit dem Schriftsteller Leck Fischer war er von 1929 bis 1930 Herausgeber der Zeitschrift Ny kunst („Neue Kunst“). 1932 war er Mitgründer der noch heute bestehenden Künstlervereinigung Koloristerne („Die Koloristen“). Durch seine vielen Besuche in Grönland lernte er das Land immer mehr zu lieben und verarbeitete seine Eindrücke in seiner Kunst. Er arbeitete mit Holzmalerei, Aquarellen, Grafiken, Ölfarben und Gouache. Sein Fokus lag auf der grönländischen Natur, die er in einem einzigartigen Stil darstellte. Besonders inspirieren ließ er sich dabei von der traditionellen grönländischen Kunst. Bei der Darstellung von Tieren half ihm seine zoologischen Kenntnisse. Besonders bekannt ist er für seine Darstellung von Vögeln und Frauen. Er begann als Naturalist und wurde später abstrakter. Er illustrierte auch zahlreiche Bücher, von denen das bekannteste Grønlands Fugle von Finn Salomonsen ist, das im Jahr 1951 mit einem Vorwort von Staatsminister Hans Hedtoft und einer Empfehlung des früheren grönländischen Landsfogeds Knud Oldendow erschien.
Nach dem Zweiten Weltkrieg begann sich Grönland zu verändern und 1948 wurde die Grønlandskommission gegründet, die in der G50-Politik mündete und Grönland modernisierte. Aage Gitz-Johansen sah in dieser Entwicklung nichts Gutes und äußerte sich kritisch, bevor er sich noch vor 1950 von Grönland abwandte und jeden Sommer nach Christiansø zog, wo er sich niederließ, da ihn das Inselleben und die Vogelwelt an das frühere Grönland erinnerten. Ab den 1960er Jahren widmete er sich mehr und mehr fantastischen Motiven in seiner Kunst. Nebenher reiste er regelmäßig ins samische Jokkmokk und in umliegende Orte, um sich inspirieren zu lassen. Dennoch blieb sein grönländisches Wirken der bedeutendste Teil seiner Kunst. Aage Gitz-Johansen starb wenige Wochen vor seinem 80. Geburtstag auf seiner Inselheimat Christiansø. Seine Enkelin Mette Gitz-Johansen (* 1956) ist ebenfalls Künstlerin.